# Memórias do Cárcere (filme)
O filme ganharia o prêmio Fipresci (Fédération Internationale de la Presse Cinématographique) da edição. 
Memórias do Cárcere é um filme brasileiro de 1984, do gênero drama biográfico, roteirizado e dirigido por Nelson Pereira dos Santos. O roteiro é uma adaptação do livro homônimo de Graciliano Ramos. É contada a fase em que o escritor, autor de Vidas Secas, esteve preso sob ordens da polícia do Estado Novo no Brasil. A música-tema é "Marcha Solene Brasileira", variação do Hino Nacional do Brasil, de Louis Moreau Gottschalk para a Orquestra Sinfônica de Berlim com regência de Samuel Adler. A restauração do filme foi patrocinada pela Petrobras. Em novembro de 2015 o filme entrou na lista feita pela Associação Brasileira de Críticos de Cinema (Abraccine) dos 100 melhores filmes brasileiros de todos os tempos.Em 23 de maio de 1984, o filme estreou no aclamado festival de Cannes arrancando aplausos dos quase 3 mil presentes. A obra abriu a Quinzena dos Realizadores daquele ano. O filme ganharia o prêmio Fipresci (Fédération Internationale de la Presse Cinématographique) da edição. 

## Sinopse
Em 1935, o Governo de Getúlio Vargas esmagou a revolta militar da Aliança Nacional Libertadora, conhecida como Intentona Comunista, e aplicou medidas que suspendiam as garantias das liberdades individuais de todos os brasileiros. Graciliano Ramos, escritor afamado e dirigente público de Ensino em Alagoas simpatizante comunista que trabalhava no Palácio do Governo, acabou sendo preso em março de 1936 sem haver um processo formal de acusação. Depois de um tempo nos quartéis, cárceres públicos onde presenciou a ordem de deportação de Olga Benário Prestes e Elisa, e num hospital em que podia receber as visitas de advogado e da esposa Heloísa, ele foi enviado à remota Colônia Penal da Ilha Grande. Ali, apesar de muito doente devido a uma úlcera mal curada, continuou a escrever e conseguiu sobreviver aos 10 meses de confinamento em condições precárias e sofrendo crueldades, com a ajuda de alguns funcionários e dos demais prisioneiros de sua seção, ladrões e revoltosos políticos, e que esperavam ser retratados nos livros do escritor.

## Elenco
- Carlos Vereza .... Graciliano Ramos
- Glória Pires .... Heloísa, esposa de Graciliano
- Nildo Parente .... Emanuel da Silva Cruz, prisioneiro presidente da ANL
- Tonico Pereira...Desidério, operário prisioneiro
- José Dumont .... Mario Pinto, militar prisioneiro
- Wilson Grey .... Gaúcho, ladrão prisioneiro
- Jofre Soares .... Soares, prisioneiro revoltoso agrário
- Jorge Cherques .... Dr. Goldberg, médico prisioneiro
- Jackson de Souza.... Arruda, chefe militar da Colônia Penal
- Waldir Onofre .... Cubano, prisioneiro
- Fábio Barreto .... Siqueira Campos
- Jayme del Cueto .... coronel
- Ney Santanna...Lunard, ajudante e amigo de Graciliano
- Gilson Moura...Capitão Mota, prisioneiro
- Cícero Santos... prisioneiro revoltoso do pavilhão do inválidos
- Arduíno Colassanti
- Procópio Mariano
- Jurandir Oliveira
- David Pinheiro...capitão Lobo, oficial do quartel
- Erley Júnior
- Herbert Richers Jr. .... Sérgio, prisioneiro trotskista
- Marcos Vinícius
- David Quintans
- Denny Perrier
- Antônio Almejeiras
- Jorge Coutinho
- Tessy Callado
- Ada Chaseliov
- Lígia Diniz
- Stella Freitas
- Anilda Neves Leão
- André Villon (participação especial)
- Paulo Porto (participação especial)
- Monique Lafond...francesa do sonho de Graciliano (participação especial)
- Fábio Sabag...Padre Mangaratiba, pastor da Colônia Penal (participação especial)
- Sílvio de Abreu (participação especial)
- Nelson Dantas...Dr. Sarmento, diretor da Colônia Penal (participação especial)
- Cássia Kiss...prisioneira
- Luiz Linhares
- Oswaldo Neiva
- Mário Petraglia...capitão Macedo, prisioneiro
- André De Biase...tenente, prisioneiro
- Chico de Assis Carvalho ... tenente

## Principais prêmios e indicações
Festival de Cannes — 1984
- Prêmio FIPRESCI: Nelson Pereira dos Santos

Festival de Havana — 1984
- Prêmio Grand Coral: Nelson Pereira dos Santos

Associação Paulista dos Críticos de Arte — 1985
- Troféu APCA: melhor ator - Carlos Vereza, melhor filme — Nelson Pereira dos Santos